# 天降小子
《天降小子》是广东音像友邻公司制作的一部动画，该动画主要讲述的是猪八戒的后人以及他的朋友一起对抗邪恶的故事。该作受到了广电局的推荐。

## 剧情
某日，猪八戒的后人因为一些意外，得知了宝石的一些事情，并且宝石还和一些邪恶的事情有关，于是他便和朋友们一起为了击败坏人而努力。

## 外部連結
- 豆瓣电影上《天降小子》的資料 （简体中文）
- 观看地址
- 制作过程 （页面存档备份，存于）